# Cotyachryson philippii
Cotyachryson philippii är en skalbaggsart som först beskrevs av Porter 1925.  Cotyachryson philippii ingår i släktet Cotyachryson och familjen långhorningar. Inga underarter finns listade i Catalogue of Life.